# Dajf Abd al-Latif Mahmud
Dajf Abd al-Latif Mahmud (arab. ضيف عبد اللطيف محمود) – egipski zapaśnik walczący w stylu klasycznym. Brązowy medalista mistrzostw Afryki w 1989 roku.